# Catada alboplagiata
Catada alboplagiata là một loài bướm đêm trong họ Erebidae.